# Eierschale (Jazzclub)

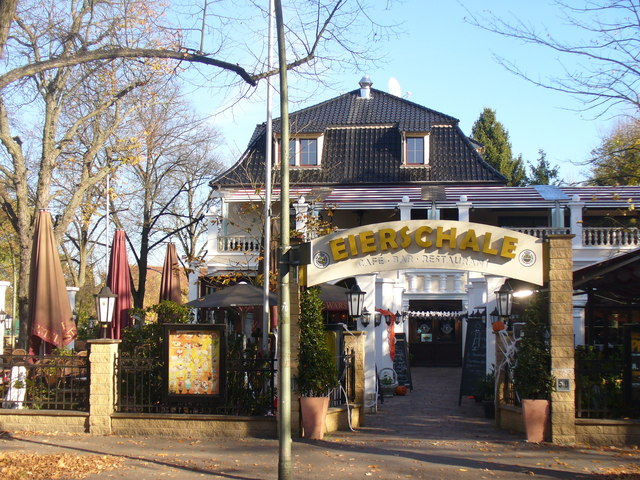
Seit 1977 befindet sich die Eierschale an der Podbielskiallee in Dahlem

Die Eierschale ist eine Gaststätte und ein traditionsreicher Jazzclub im Berliner Ortsteil Dahlem in einer Villa am U-Bahnhof Podbielskiallee. Unter dem gleichen Namen, auch als Eierschale 2 bezeichnet, gab es in den 1980er Jahren ein Lokal am Kurfürstendamm Ecke Rankestraße, nahe der Gedächtniskirche. Nach der politischen Wende wurde ein weiteres Gasthaus im Traditionslokal Zenner im Treptower Park eröffnet, das noch bis zur Schließung 2019 den Namen Eierschale Zenner trug und früher auch Eierschale 3 genannt wurde.

## Geschichte
Ursprünglich gegründet wurde die Eierschale von Hawe Schneider, dem Posaunisten der Spree City Stompers. 1952/1953 richtete er im Keller der Kriegsruine des Rathauses Schöneberg einen Jazzclub mit dem Namen Kajüte ein. Wegen der Baufälligkeit ließen die Behörden den Keller schließen und so zog das Lokal 1956 in den Ortsteil Dahlem in den 350 m² großen Keller des Hauses Nr. 8 am Breitenbachplatz um, wo es zu Eierschale umgetauft und zum angesagtesten Jazzclub West-Berlins wurde. Jazzgrößen wie Louis Armstrong, Duke Ellington und Ella Fitzgerald kamen nach ihren Konzerten noch zu einem Gig in den Klub. Ende der 1960er Jahre verkaufte Schneider die Eierschale, die aufgrund der hohen Miete 1977 schließlich zur Podbielskiallee umzog. Im Dezember 2000 wurde das Traditionslokal in Dahlem geschlossen. Im Oktober 2005 begann die Umgestaltung zu einer Gaststätte. Am 1. Juni 2008 wurde die Eierschale wiedereröffnet. Neben Jazzbands treten in dem Gasthaus nun auch Showbands auf, deren Repertoire Soul-, Pop-, Disco- und Funkmusik der 1970er und 1980er Jahre umfasst.